# Nele Jansegers
Nele Aleide Jansegers (Aalst, 17 oktober 1965) is een voormalig Belgisch politica voor het Vlaams Belang.

## Levensloop
Nele Jansegers studeerde in 1989 af als licentiate geschiedenis aan de UGent. Tijdens haar studententijd was ze actief bij de Gentse afdeling van het NSV, waarvan ze van 1984 tot 1985 penningmeester en van 1985 tot 1986 secretaris was . Ze werd medewerkster van de Infodienst en Verkiezingscel van het Vlaams Blok/Vlaams Belang en was tevens parlementair medewerker van de partij. Ook werd ze bestuurslid bij het Autonoom Gemeentebedrijf Stadsontwikkeling Aalst en werkte ze als kabinetsmedewerker voor de stad.
Van 2000 tot 2004 was ze provincieraadslid in de provincie Oost-Vlaanderen, waarna ze van 2004 tot 2010 als rechtstreeks gekozen senator in de Belgische Senaat zetelde.
In de senaat was ze van 2004 tot 2007 effectief lid in het Adviescomité voor gelijke kansen voor vrouwen en mannen en effectief lid in de Commissie voor de Binnenlandse Zaken en voor de Administratieve Aangelegenheden. In de legislatuur 2007-2010 zetelde ze opnieuw als vast lid in deze laatste commissie, alsook in de commissie Sociale Aangelegenheden.
Van 2007 tot 2012 was ze ook gemeenteraadslid van Aalst.